# Bundesautobahn 64
La Bundesautobahn 64, abbreviata anche in BAB 64, è una autostrada tedesca che collega il confine con il Lussemburgo (Autoroute A1) alla città di Treviri. È prevista la costruzione degli ultimi 10 km mancanti, per creare un collegamento diretto autostradale tra il Lussemburgo e l'autostrada BAB 1.

## Percorso
| BAB 64 |           |                                |      |                |                |
| Tipo   | n° uscita | Indicazione                    | km   | Corrispondenze | Strada europea |
|        | 1         | Confine di Stato - Lussemburgo | 0,0  |                |                |
|        | 3         | Treviri                        | 8,8  |                |                |
|        | 4         | Treviri Est                    | 13,7 |                |                |